# Santa Cruz (Davao del Sur)
Santa Cruz is een gemeente in de Filipijnse provincie Davao del Sur op het eiland Mindanao. Bij de laatste census in 2007 had de gemeente ruim 76 duizend inwoners.

## Geografie

### Bestuurlijke indeling
Santa Cruz is onderverdeeld in de volgende 18 barangays:
| - Astorga - Bato - Coronon - Darong - Inawayan - Jose Rizal - Matutungan - Melilia - Saliducon | - Sibulan - Sinoron - Tagabuli - Tibolo - Tuban - Zone I - Zone II - Zone III - Zone IV |

## Demografie
Santa Cruz had bij de census van 2007 een inwoneraantal van 76.113 mensen. Dit zijn 8.796 mensen (13,1%) meer dan bij de vorige census van 2000. De gemiddelde jaarlijkse groei komt daarmee uit op 1,71%, hetgeen lager is dan het landelijk jaarlijks gemiddelde over deze periode (2,04%). Vergeleken met de census van 1995 is het aantal mensen met 16.974 (28,7%) toegenomen.

De bevolkingsdichtheid van Santa Cruz was ten tijde van de laatste census, met 76.113 inwoners op 319,91 km², 237,9 mensen per km².